# Kościół Świętej Rodziny w Tarnowie
Kościół Świętej Rodziny – rzymskokatolicki kościół parafialny oraz konwentualny księży misjonarzy, zbudowany w latach 1904–1906, znajdujący się w Tarnowie przy ul. Krakowskiej 41.
Kościół został zbudowany na gruncie ofiarowanym przez rodzinę Sanguszków dla księży ze Zgromadzenia Misjonarzy św. Wincentego à Paulo, sprowadzonych do Tarnowa w 1903 roku przez biskupa Leona Wałęgę. Do czasu wybudowania nowej świątyni mieszkali oni przy kościele NMP „na Burku”. Autorem projektu był prof. arch. Jan Sas-Zubrzycki. W pracach budowlanych brał udział architekt Augustyn Tarkowski. Kościół pw. Świętej Rodziny został konsekrowany jako parafialny 4 października 1908 roku przez biskupa Wałęgę. Do 1939 roku służył również jako kościół garnizonu tarnowskiego.
Jest to neogotycka, trójnawowa bazylika z transeptem i zamkniętym trójbocznie prezbiterium, zbudowana z cegły z użyciem kamienia. Południowa fasada jest ujęta w dwie wysokie, czworoboczne wieże, na wysokości korpusu przechodzące w ośmioboczne, nakryte ostrosłupowymi hełmami. W dolnej części fasady znajdują się trzy portale nakryte schodkowymi szczytami. Neogotyckie wyposażenie wnętrza, w większości wykonane w latach 1907–1910, pochodzi z Tyrolu. Witraże w transepcie zaprojektował w 1907 roku Stefan Witold Matejko, bratanek i uczeń Jana Matejki.

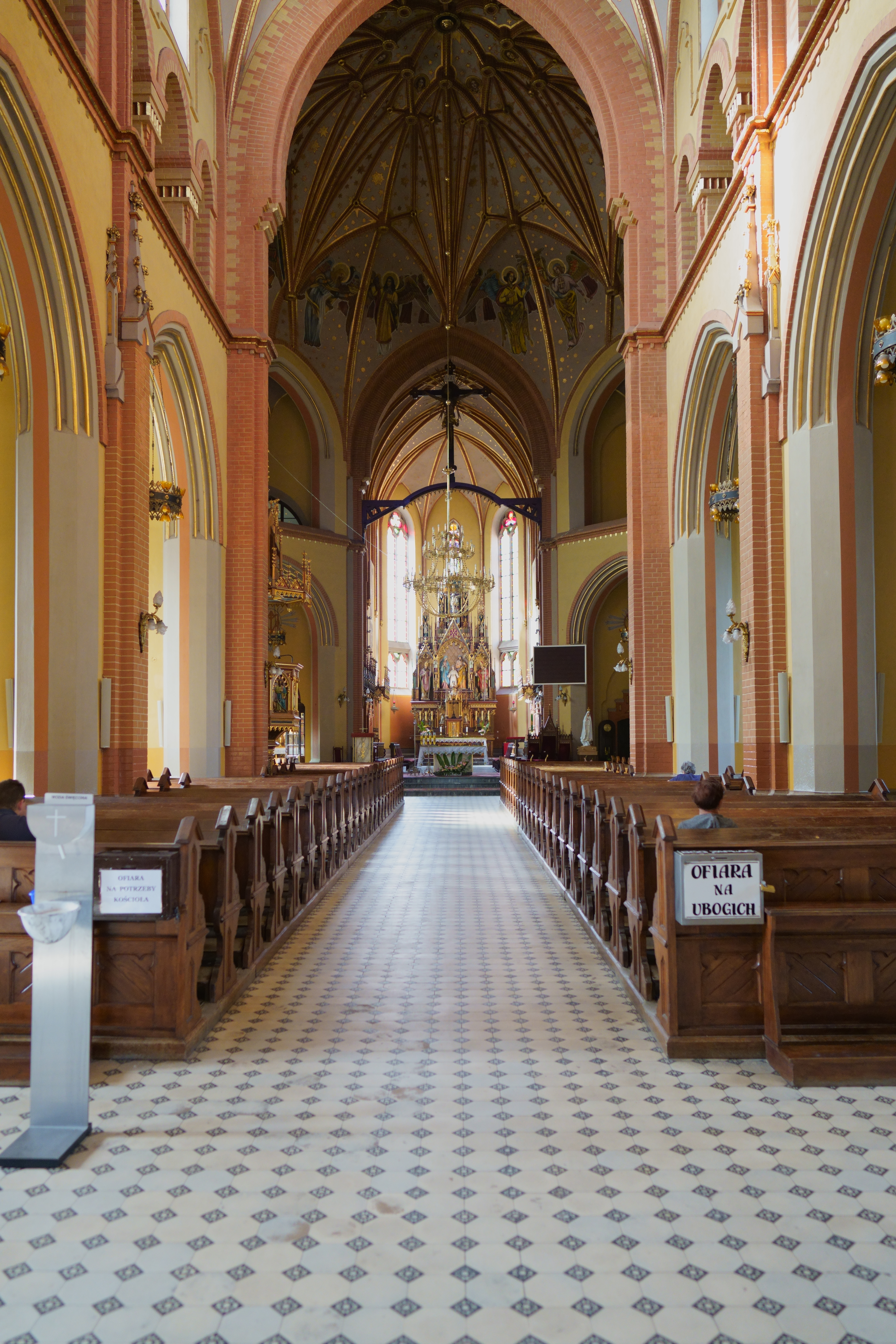
Nawa główna.
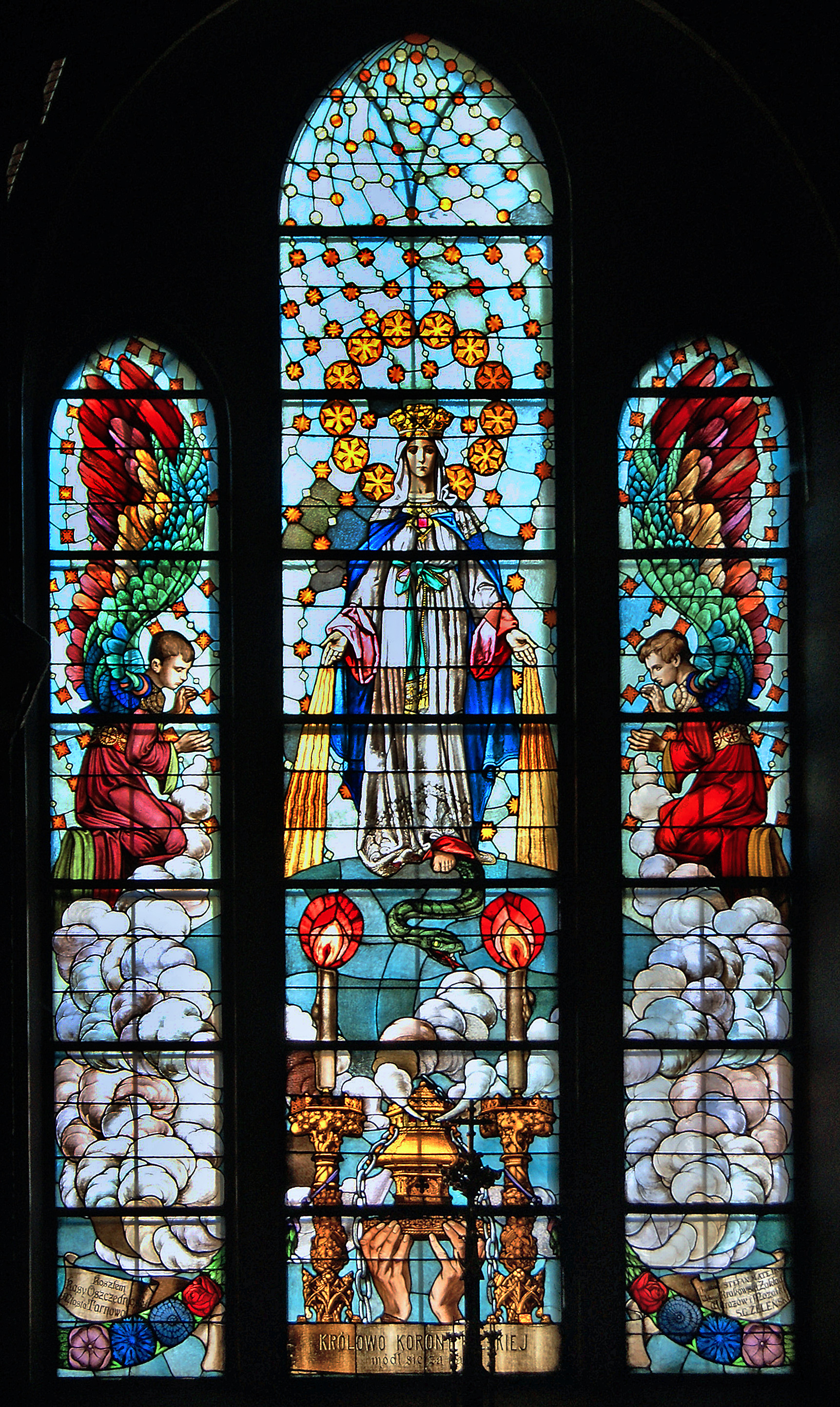
Witraż Królowa Korony Polskiej.
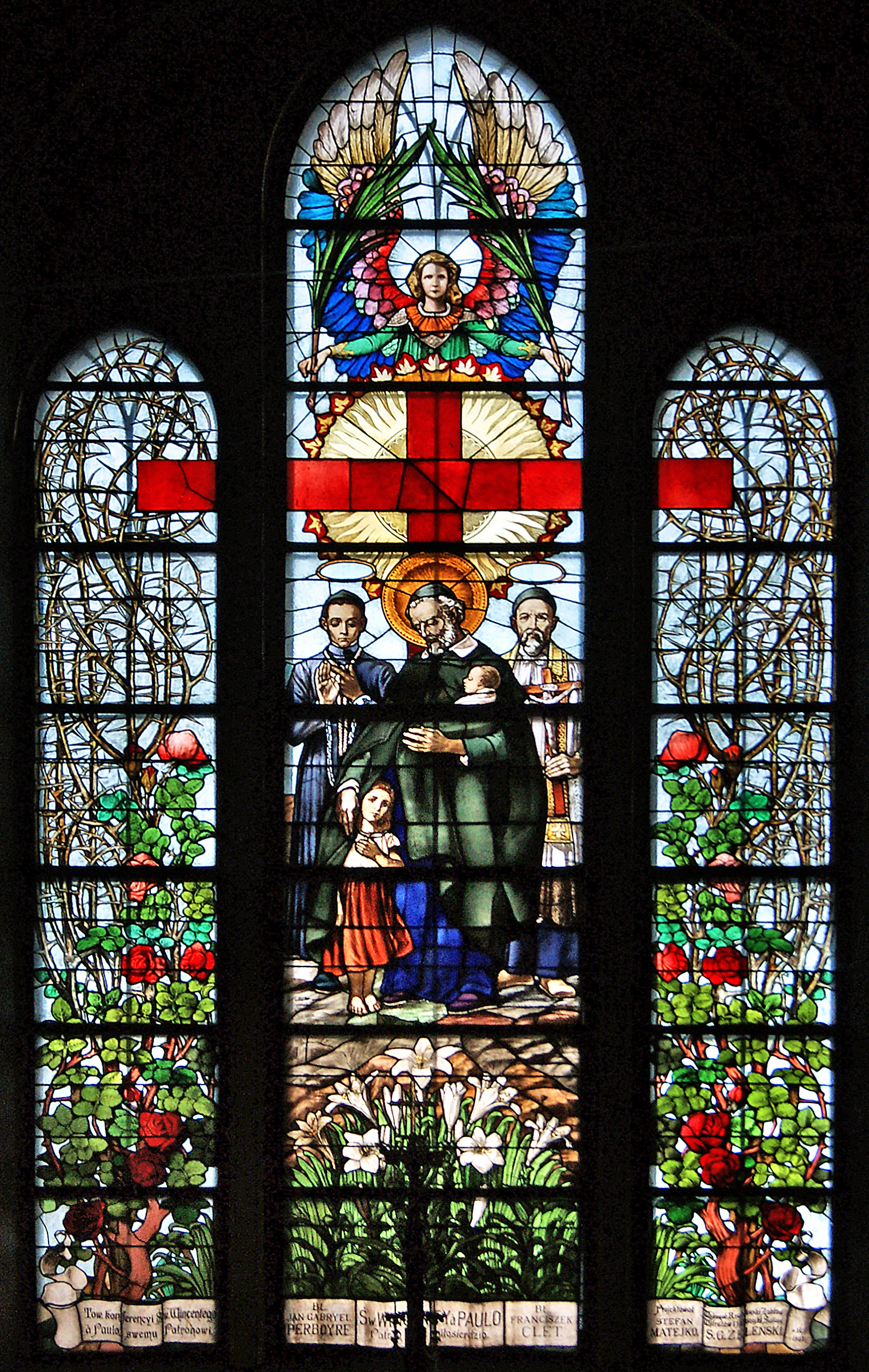
Witraż św. Wincenty à Paulo.
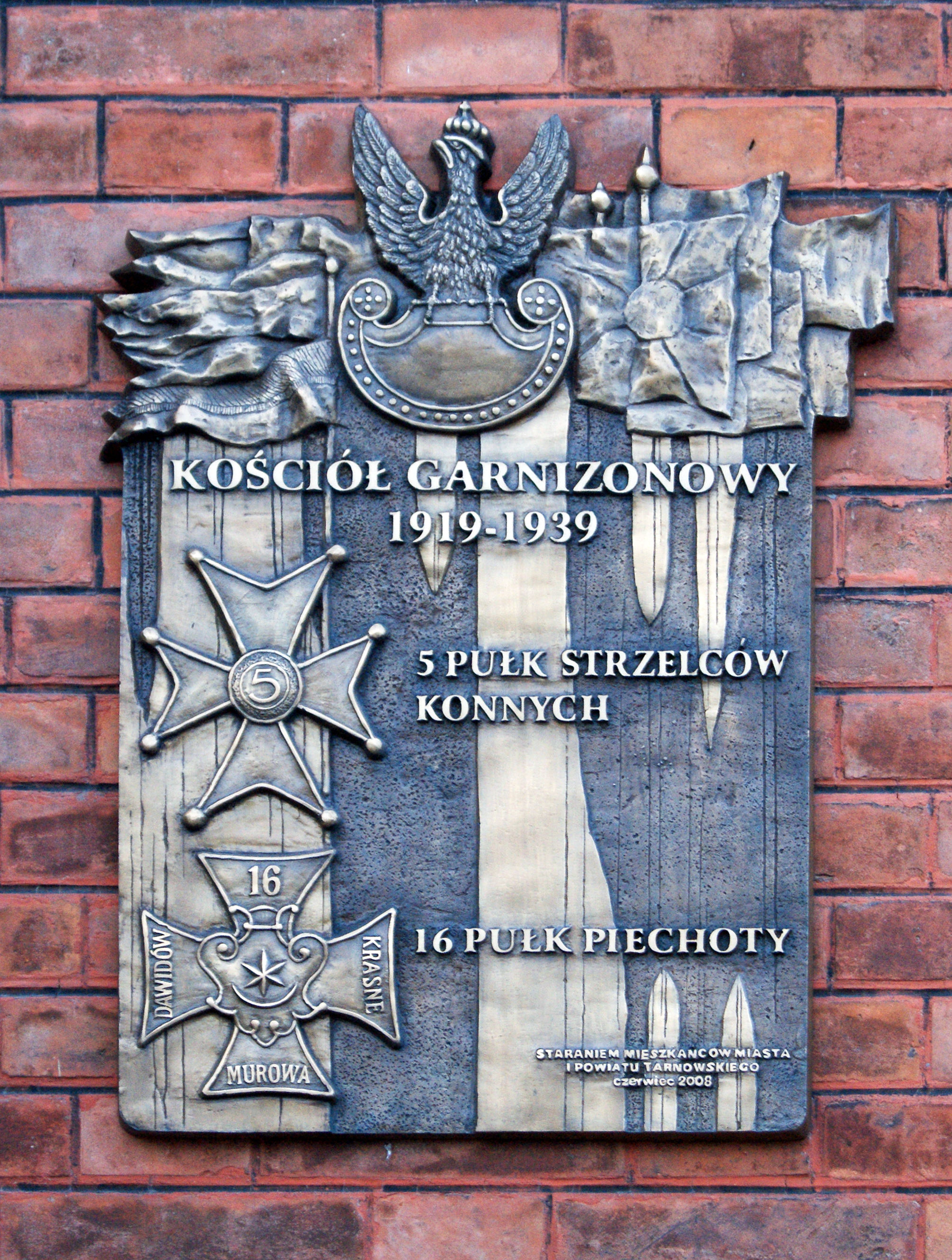
Tablica pamiątkowa garnizonu tarnowskiego.